# قواق (أديامان)
قواق (بالتركية: Kavak)‏ هي قرية تتبع إداريّاً لمديرية أديامان في محافظة أديامان التركية الواقعة في جنوب شرق الأناضول. بلغ عدد سكانها 90 نسمة في عام 2021.